# Королевский Гвельфский орден
Королевский Гвельфский орден (англ. The Royal Guelphic Order, нем. Guelphen-Orden, иногда также называется Ганноверский Гвельфский орден, орден Гвельфов) — рыцарский орден, созданный 28 апреля 1815 принцем-регентом Георгом и утверждённый 12 августа того же года.
Орден был назван в честь династии Вельфов, к которой принадлежали короли Ганноверской династии. Знаком его была восьмиконечная звезда с красным щитом посередине, на котором изображался белый конь, символ Ганновера. Орденом награждались как гражданские, так и военные британские и ганноверские подданные. До 1841 года орден имел три степени:
- Рыцарь Большого Креста — Knight Grand Cross (GCH)
- Рыцарь-Командор — Knight Commander (KCH)
- Рыцарь — Knight (KH)

Орденом награждались лица за выдающуюся службу на благо Соединённого Королевства и Ганновера.
Орденом были награждены российские императоры Николай I, Александр II и Александр III.  Звезда ордена входила в состав коронных бриллиантов, эвакуированных в Оружейную палату из Бриллиантовой комнаты Зимнего дворца в 1914 году.
Орден так и не вошёл в перечень британских рыцарских орденов и прекратил своё существование как британская награда со смертью Вильгельма IV в 1837, когда личная уния Соединённого Королевства и Ганновера завершилась. Однако как государственная награда Ганновера он продолжал существовать вплоть до аннексии Ганновера Пруссией в 1866 году. Как награда Ганноверского королевского дома орден существует до сих пор и может вручаться нынешним главой дома принцем Эрнстом Августом V.

## Описание
Девиз NEC ASPERA TERRENT (трудности не страшат) окружает изображение геральдического белого скакуна — нашлемной фигуры брауншвейгского герба, перешедшей на поле герба Ганновера. Знак — соединенный с короной пышный крест жёлтой эмали с золотыми львами в углах и с тем же изображением белого коня в центре. Орден делился на три, а с 1842 г. на четыре класса, имея цепь и две звезды.
Крест золотой, четырёхконечный, с раздвоенными концами. В центре креста в розетке, обрамленной зелёным лавровым венком, на красном поле изображение белого скакуна. Вокруг изображения по синей эмали надпись девиза ордена. В углах креста золотые львы. Крест увенчан золотой королевской короной.
К крестам и звёздам, вручаемым за военные заслуги, добавлялись золотые мечи.

## Знаки ордена
Звезда серебряная, восьмиконечная, с изображением в центре розетки знака ордена с девизом.
Звезда для ордена II степени серебряная, имеет форму креста большего размера, только без фигурок львов между концами.
Цепь состоит из чередующихся звеньев: двух львов, стерегущих королевскую корону, и переплетенных вензелей.
Орден носили (4 степени с 1841 года):
- I степень — крест на ленте шириной 10 см через правое плечо, звезду на левой стороне груди;
- II степень — крест на шее на ленте шириной 4 см, звезду на левой стороне груди;
- III степень — крест на шее на ленте 4 см;
- IV степень — крест на груди на ленте шириной 2,5 см.

## Изображения

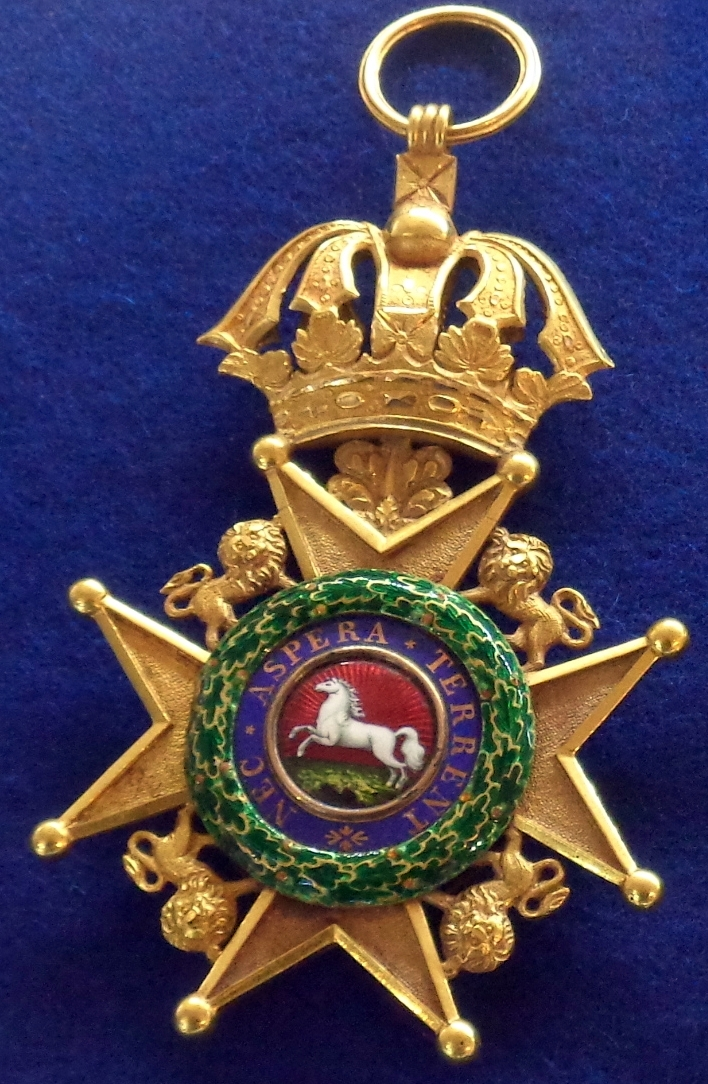
Знак ордена, аверс. Ганновер
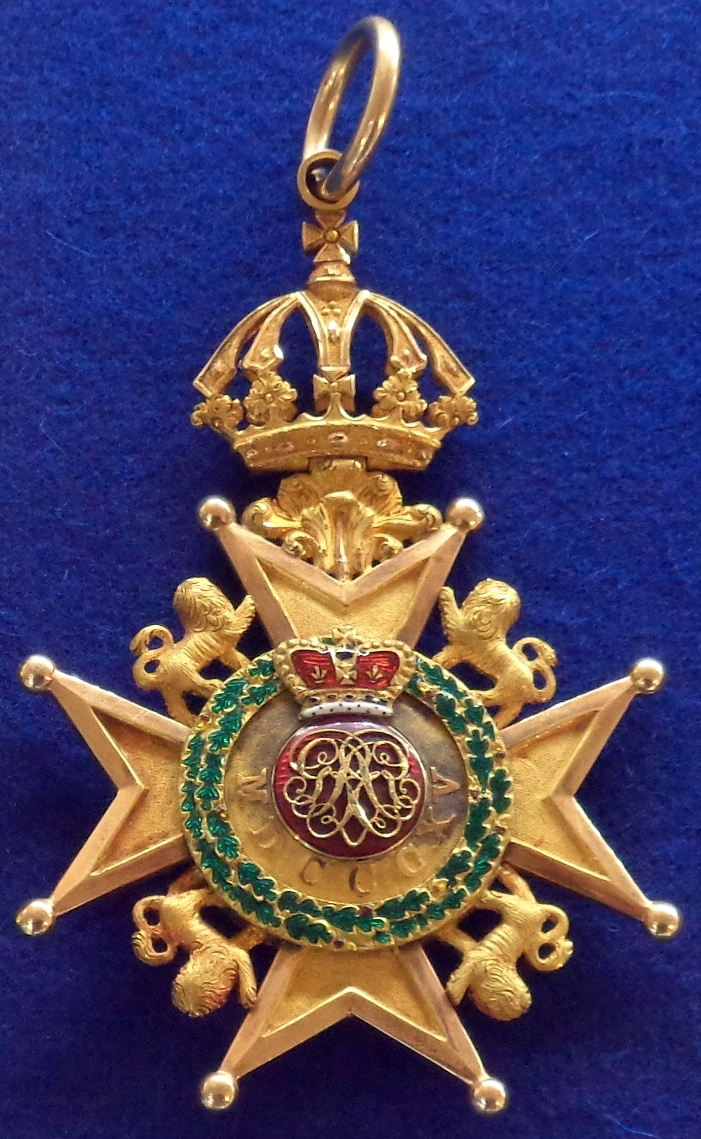
Знак ордена, реверс. Ганновер
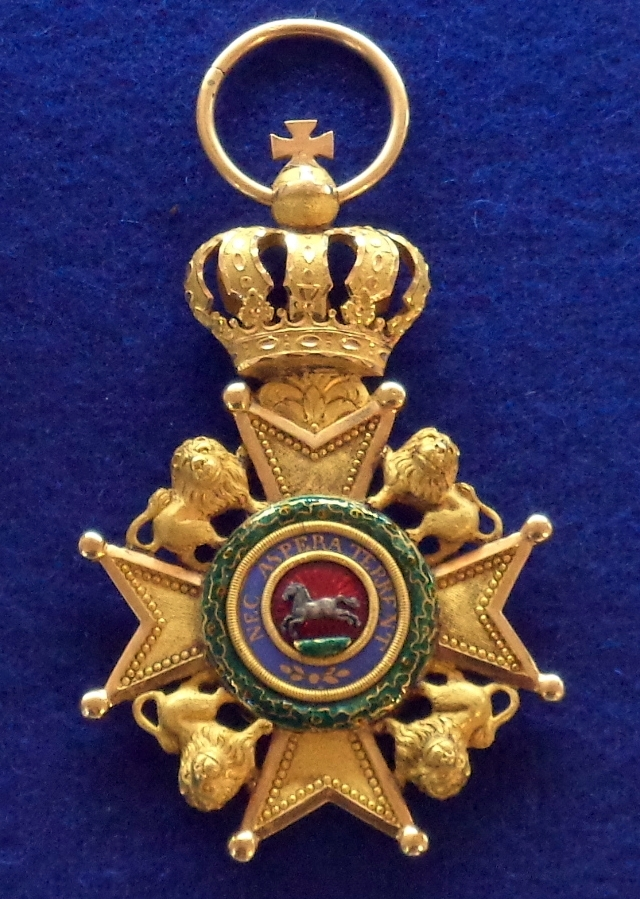
Знак ордена, аверс. Великобритания
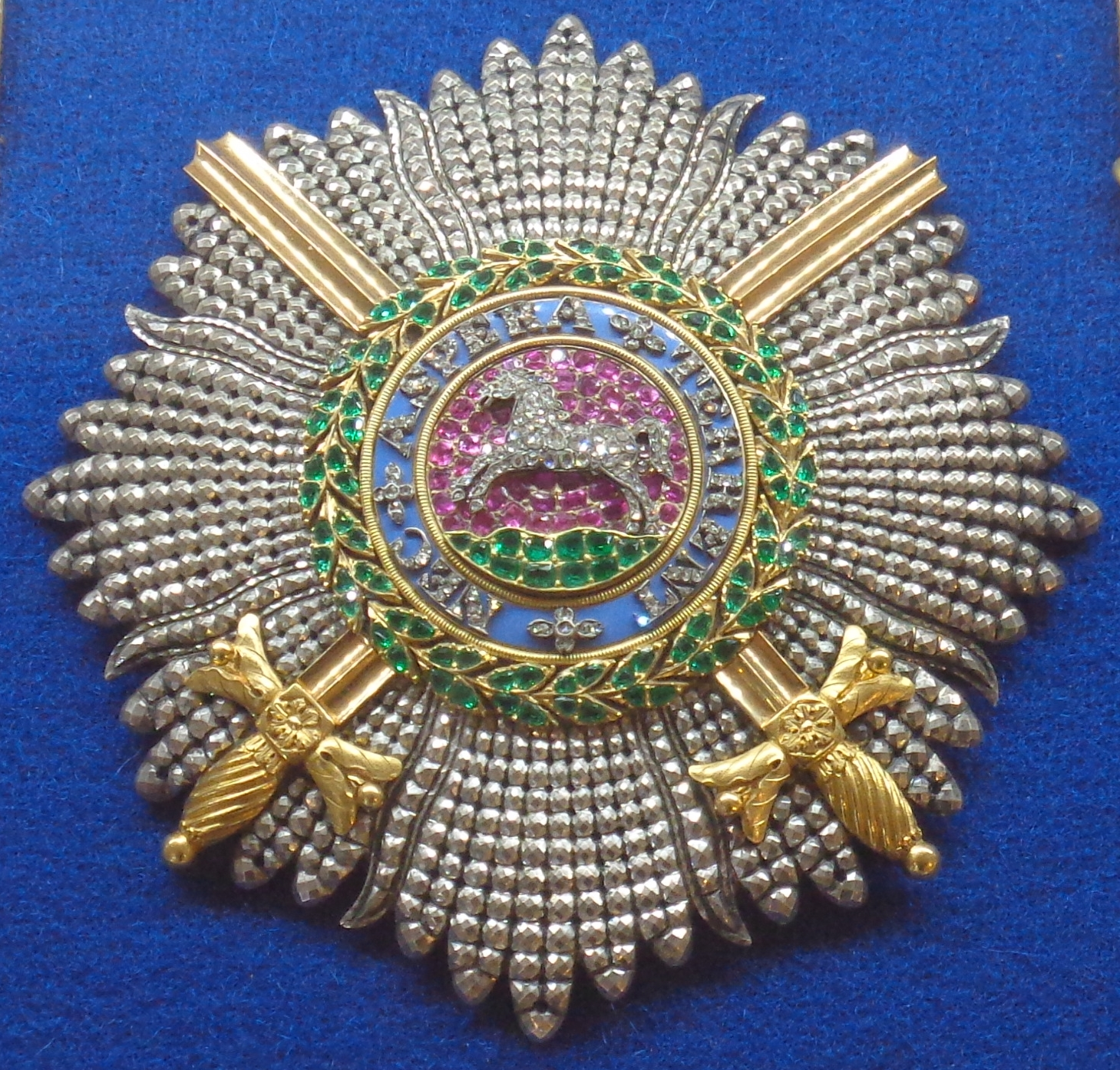
Звезда Большого креста с мечами. Великобритания
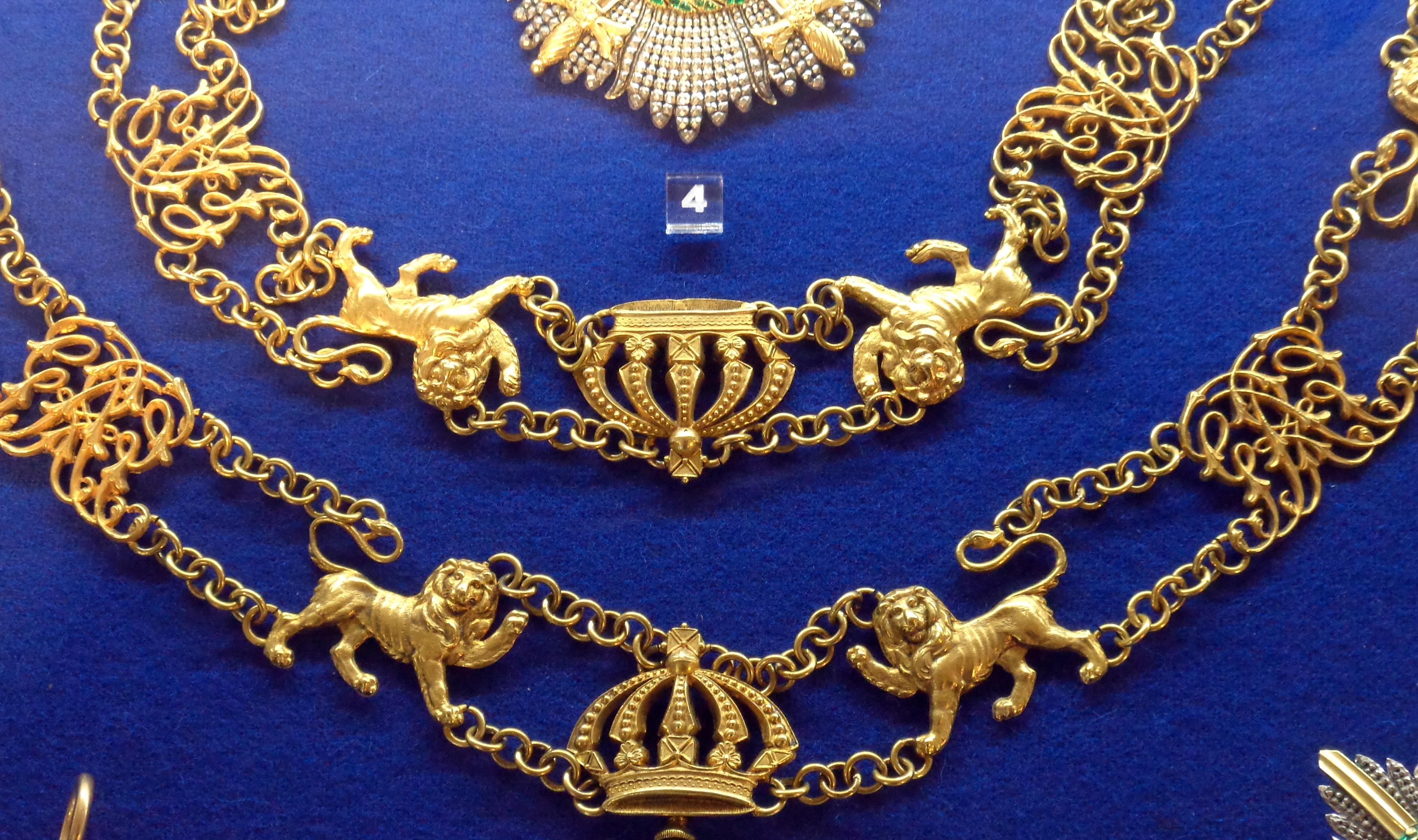
Фрагмент цепи ордена. Великобритания.
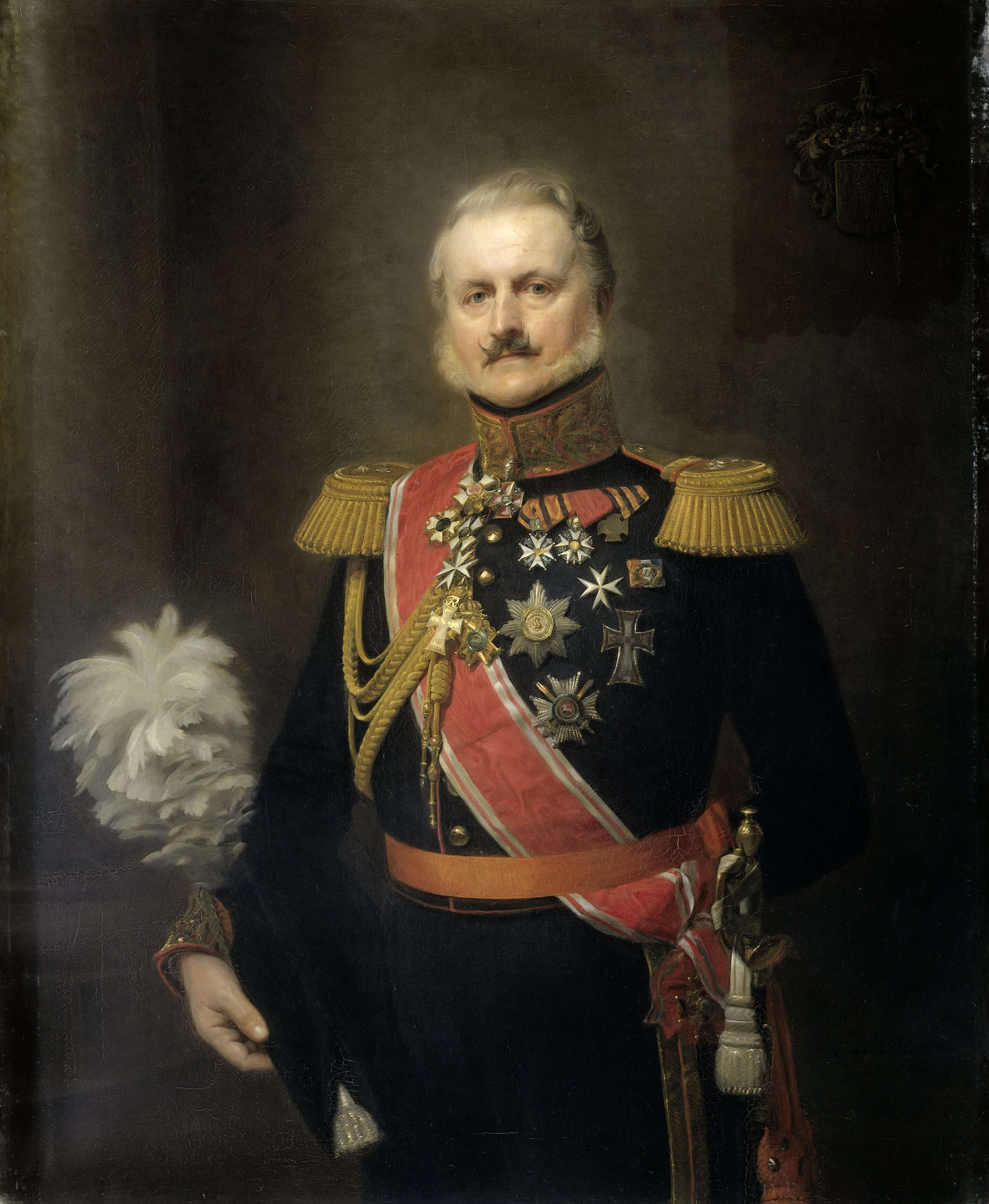
Командорские знак и звезда на портрете Антони Фредерика Яна Флориса Якоба Ван Омфаля.